# Dina Belenkaya
Dina Vadimovna Belenkaya (em russo: Дина Вадимовна Беленькая; nascida em 22 de dezembro de 1993) é uma jogadora de xadrez russo-israelense, comentarista, streamer da Twitch e do YouTuber que detém o título de Mulher Grande Mestre (WGM). Ela é quatro vezes campeã feminina de São Petersburgo e representou São Petersburgo no Campeonato Russo Feminino de Equipes e na Copa Europeia de Clubes Femininos . Ela tem uma classificação FIDE de pico de 2364.
Belenkaya foi ensinada a jogar xadrez aos três anos de idade por sua mãe, uma treinadora de xadrez infantil local. Apesar das conquistas limitadas no nível júnior, Belenkaya teve mais sucesso em competições adultas, começando com sua vitória no Campeonato Russo Feminino da Primeira Liga em 2011 aos 17 anos. Ela ganhou o título de Mulher Grande Mestre em 2016 depois de alcançar as normas em torneios abertos na França em três anos consecutivos a partir de 2014. Ela excedeu o requisito de pontuação para todas as três normas WGM, e ganhou as normas Mestre Internacional (MI) em cada um desses torneios também. Tendo obtido todas as três normas de MI necessárias, ela só precisa atingir o limite de classificação de 2400 para receber o título de IM. O melhor desempenho do torneio de Belenkaya foi no Open International d'Echecs d'Avoine de 2014, onde ela ganhou as normas WGM e IM com uma medalha de bronze e uma classificação de desempenho de 2557. Participou no Campeonato do Mundo de Xadrez Feminino de 2021, tendo-se qualificado através do seu resultado no Campeonato Europeu de Xadrez Individual Feminino de 2019. Belenkaya trocou a federação da Rússia para a de Israel em março de 2022.
Belenkaya e sua irmã Asya têm canais no Twitch e no YouTube chamados TheBelenkaya que foram lançados em 2020. Belenkaya também é uma comentarista regular para eventos de xadrez online.

## Início da vida e antecedentes
Dina Belenkaya nasceu em 22 de dezembro de 1993 em São Petersburgo. Sua mãe, Asya Kovalyova, é treinadora de xadrez infantil há mais de 30 anos e foi a primeira treinadora de Anish Giri, que desde então se tornou um Grande Mestre (GM) e alcançou o terceiro lugar no mundo. Belenkaya aprendeu a jogar xadrez com sua mãe aos três anos e começou a competir aos cinco anos. Quando ela tinha 10 anos, ela começou a trabalhar com Andrey Praslov, um Mestre FIDE (MF) que era treinador no mesmo clube de xadrez que sua mãe.

## Carreira no xadrez

### 2007–14: Vencedor da Primeira Liga Russa, primeira norma de MI

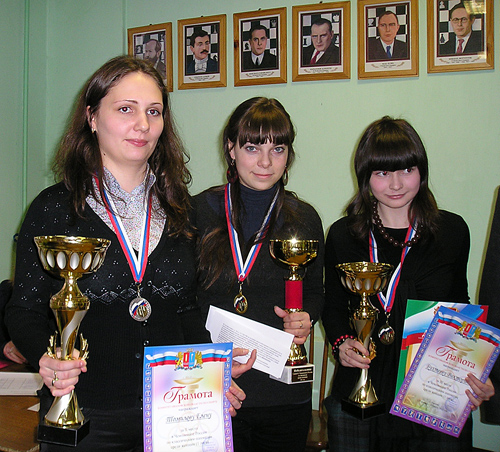
Belenkaya (centro) com o troféu do vencedor do Campeonato Russo Feminino de 2011 da Primeira Liga

Belenkaya ganhou sua primeira classificação FIDE em abril de 2007 aos 13 anos, começando em 1872 depois de participar do Winter on Petrograd Side Open em janeiro. No mês seguinte, ela jogou pela primeira vez o Campeonato Feminino de São Petersburgo. Belenkaya alcançou uma classificação de 2000 em outubro de 2008, aos 14 anos, após um bom desempenho no Lyudmila Rudenko Memorial Women's Open, onde marcou um 4/8  contra oponentes com uma classificação média muito maior de 2242. No final do ano, ela terminou em primeiro lugar no campeonato feminino sub-18 de São Petersburgo com uma pontuação de 6½/9.
Belenkaya alcançou uma classificação de 2100 em 2010 e uma classificação de 2200 no final de 2011. Ela foi premiada com o título Mulher Mestre FIDE (WFM) em 2010. Seu melhor resultado de 2011 veio em fevereiro, quando ela venceu o Campeonato Russo Feminino da Primeira Liga em Ivanovo aos 17 anos. Ela marcou 8/9 contra adversários com uma classificação média de 2192. Ela compilou uma classificação de desempenho de 2543 e teve três vitórias contra jogadores classificados acima de 2300, nomeadamente Maria Fominykh, Inna Ivakhinova e Daria Charochkina. Esta foi a última edição da Primeira Liga. Durante 2012, Belenkaya terminou em quarto lugar com uma pontuação de 5½/9 na segunda fase feminina da Copa da Rússia, atrás de Olga Girya, Aleksandra Goryachkina e Ekaterina Timofeeva, todas com classificações muito mais altas.
Belenkaya continuou a manter uma classificação baixa nos 2200 até meados de 2014. No início de 2013, ela derrotou Igor Shvyrjov, um Grande Mestre estoniano classificado com 2470, no grupo IM do Paul Keres Memorial Festival. Depois de uma medalha de bronze no campeonato júnior feminino sub-21 da Rússia, ela participou pela primeira vez do Campeonato Europeu de Xadrez Individual Feminino . Com o torneio em Belgrado, ela marcou 5/11, com destaque para uma vitória na rodada de abertura contra Elisabeth Pähtz, uma alemã Mestre Internacional (MI) com 2454 de rating. Belenkaya teve seu primeiro aumento significativo de classificação desde 2011 durante o período de classificação de agosto de 2014, quando ganhou mais de 100 pontos de classificação de dois torneios onde subiu para 2329, acima do limite de 2300 necessário para o título de Mulher Grande Mestre (WGM). Primeiro, ela ganhou 30 pontos de classificação no Campeonato Europeu de Xadrez Individual Feminino com uma pontuação par de 5½/11 contra oponentes com uma classificação média de 2321. Ela seguiu este resultado ganhando a medalha de bronze no Open International d'Echecs d' Avoine na França atrás de dois Grandes Mestres, Maxime Lagarde e Alon Greenfeld. Ela marcou 7/9 com uma classificação de desempenho de 2557, destacada por vitórias sobre quatro Masters Internacionais. Sua única derrota foi para o vencedor do torneio, Lagarde. No geral, ela ganhou 76 pontos de classificação. Ela também ganhou sua primeira norma WGM marcando bem acima dos 5½ pontos exigidos, e também ganhou sua primeira norma de MI.

### 2015–presente: título de Mulher Grande Mestre, restantes normas de MI

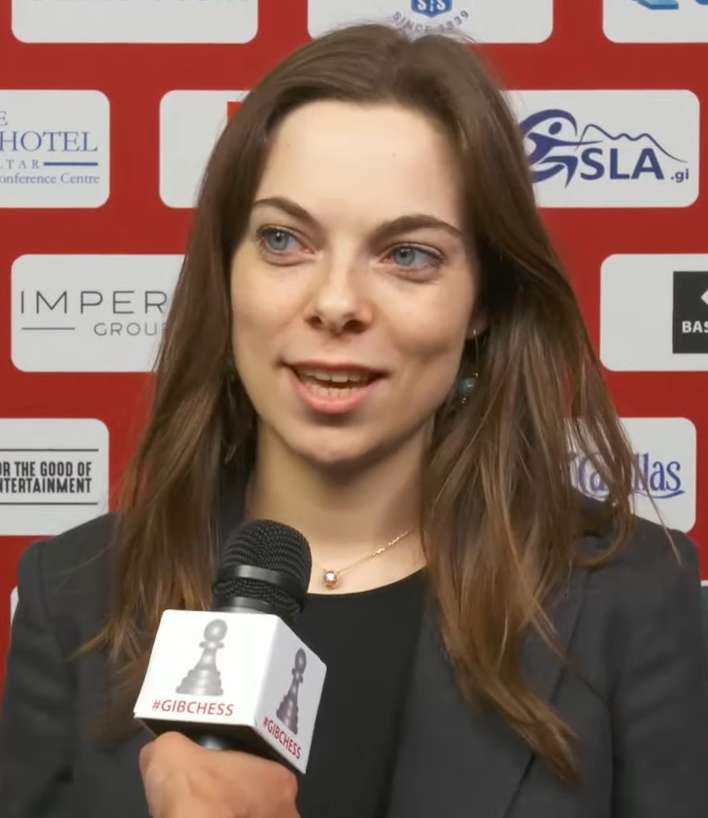
Belenkaya sendo entrevistada no Gibraltar Chess Festival 2020

Durante grande parte de sua carreira como adulta, Belenkaya manteve sua classificação entre 2250 e 2350. Em meio a uma série de resultados ruins no primeiro semestre de 2015 que levaram sua classificação a cair para 2213, ela teve um bom resultado em março, quando venceu o Campeonato Feminino de São Petersburgo pela primeira vez. Ela marcou 7½/9, um ½ ponto à frente da vice-campeã Alina Balaian. Na segunda metade do ano, Belenkaya recuperou todos os pontos de classificação que havia perdido e atingiu um novo pico de classificação de 2352. Seu maior aumento de classificação foi novamente em agosto, quando ela ganhou 30 pontos no Campeonato Russo Feminino da Liga Superior e 62 pontos no Festival Internacional de Preservativos na França. O último torneio foi um round-robin de dez jogadores. Apesar de ser a jogadora com a classificação mais baixa, ela marcou 6/9 para terminar em segundo lugar com Serghei Vedmediuc, um MI moldavo. Ela ganhou sua segunda norma WGM e sua segunda norma MI, a primeira das quais com ½ ponto a mais do que o necessário.
Belenkaya foi premiada com o título de Mulher Grande Mestre em 2016. Pelo segundo ano consecutivo, ela ganhou uma norma WGM e uma norma MI no Festival Internacional de Condom, conquistando assim o título WGM. Como a segunda jogadora com a classificação mais baixa, ela terminou em primeiro lugar com três outras jogadoras com pontuação de 6/9, mas ficou em quarto por causa dos critérios de desempate. Sua pontuação foi 1 ponto superior à pontuação exigida pela norma WGM. Durante 2017, Belenkaya conquistou a medalha de bronze no Moscow Open B, a divisão feminina do torneio, atrás de Oksana Gritsayeva e Alina Kashlinskaya . No final do ano, ela conquistou mais uma medalha de bronze ao chegar às semifinais da Copa da Rússia Feminina. Ela nocauteou Alexandra Makarenko no primeiro round antes de perder para Elena Tomilova .
No início de 2018, Belenkaya derrotou Luke McShane, um grande mestre inglês, no Bunratty Masters, um torneio suíço de seis rodadas sem classificação na Irlanda. Com uma classificação de 2643 na época, McShane é a jogadora mais bem avaliada que ela derrotou. As melhores performances de torneios de Belenkaya em 2018 incluíram vencer o Campeonato Feminino de São Petersburgo pela segunda vez e ganhar 42 pontos de classificação na Liga Feminina da Sérvia. Ela atingiu uma classificação máxima de 2364 no início do ano seguinte em fevereiro de 2019. Um de seus melhores resultados em 2019 foi no Campeonato Europeu de Xadrez Individual Feminino em Antália, onde marcou 7/11 para terminar em 22º lugar e conquistar a 14ª e última vaga de qualificação para a Copa do Mundo Feminina inaugural. Ela derrotou três Mestres Internacionais durante o evento, a saber, Nataliya Buksa, Evgenija Ovod e Sophie Milliet, os dois últimos nas duas rodadas finais.
Belenkaya venceu o Campeonato Feminino de São Petersburgo pela terceira e quarta vez em 2020 e 2021 para lhe dar a sexta maior vitória em torneios entre as mulheres na história da cidade. Na Copa do Mundo Feminina inaugural em 2021, Belenkaya foi a 66ª cabeça de chave entre 103 competidoras. Ela foi eliminada na primeira rodada pela 63ª cabeça de chave Teodora Injac, perdendo os dois jogos clássicos. Belenkaya mudou sua federação para Israel em março de 2022.

## Competições por equipe

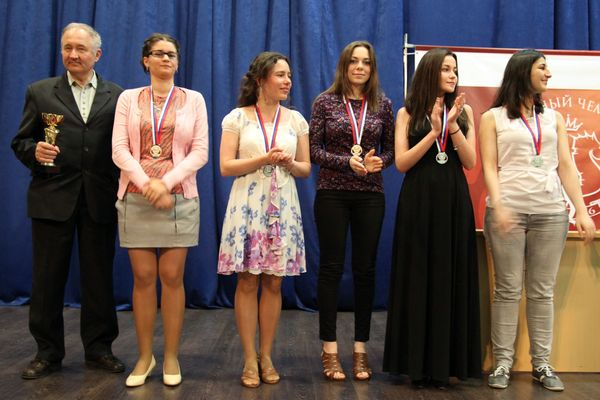
Belenkaya (terceira da direita) no Campeonato de Equipes da Rússia de 2016

Belenkaya competiu no Campeonato Russo Feminino de Equipes seis vezes desde 2015. Representando a equipe de São Petersburgo SDYUSSHOR SHSH (Xadrez e Damas Escolar Especializado Infantil e Juvenil da Reserva Olímpica) em 2015, e ela ganhou uma medalha de prata no torneio de dez equipes de 2015 junto com Anastasia Bodnaruk, Evgenija Ovod e Alina Balaian. Este resultado também lhes valeu um lugar na Taça da Europa de Clubes no final daquele ano. Individualmente, Belenkaya não se saiu bem, marcando 3/7 e perdendo 9 pontos de classificação. Belenkaya se saiu melhor em suas aparições no evento, ganhando pontos de classificação em seus próximos cinco Campeonatos de Equipes Femininas da Rússia. A equipe conquistou a medalha de prata novamente em 2016 com um conjunto semelhante de jogadores, apenas movendo Balaian para o quadro de reservas e substituindo-a por Anna Styazhkina. Belenkaya marcou 5/8 e ganhou 10 pontos de classificação. Enquanto a equipe só conquistou a medalha de bronze em 2017 e 2018, Belenkaya marcou 5/7 e 6/8 nesses anos, ganhando 16 e 11 pontos de classificação, respectivamente. A equipe conquistou a medalha de prata novamente em 2019. Embora não tenham conquistado uma medalha em 2021, Belenkaya teve uma classificação de desempenho de 2434, sua melhor no evento, e ganhou 37 pontos de classificação.
Belenkaya também jogou na mesma equipe SDYUSSHOR SHSH para a Taça Europeia de Clubes Femininos. No evento de 2015, SDYUSSHOR SHSH terminou em sétimo lugar entre doze equipes. Eles terminaram em sétimo lugar novamente no ano seguinte em 2016, desta vez entre quatorze equipes. Com a competição nacional, Belenkaya teve um resultado melhor em sua segunda aparição, marcando 4½/7 e ganhando pontos de classificação em 2016 em comparação com uma pontuação de 3½/7 em 2015, que perdeu seus pontos de classificação. O melhor resultado da equipe de Belenkaya foi em 2018, quando a competição foi dividida em uma fase round-robin de dois grupos e seis equipes e uma fase eliminatória de dois rounds e quatro equipes de três grupos em que os grupos foram determinados pelas colocações round-robin. SDYUSSHOR SHSH se classificou para o grupo de mata-mata e terminou em quarto lugar. Belenkaya não teve um bom desempenho individual em 2018 ou 2019, perdendo pontos de classificação em ambas as instâncias. No entanto, sua vitória em 2018 contra Stavroula Tsolakidou, com classificação mais alta, ajudou seu time a empatar na rodada de abertura da fase round-robin.

## Estilo de jogo
Belenkaya tem uma forte preferência por jogar 1.e4 ( Jogo do Peão do Rei ) com as peças brancas sobre quaisquer outros primeiros lances. Com as peças pretas, ela comumente defende contra 1.e4 com a Defesa Caro-Kann (1.e4 c6) e comumente defende contra 1.d4 ( Jogo do Peão da Dama ) com o Gambito da Dama Aceito (1.d4 d5 2.c4 dxc4).

## Carreira de radiodifusão
Belenkaya começou a transmitir xadrez na Twitch em abril de 2020, no início da pandemia do COVID-19, depois de ser convidada por Alexandra Botez para competir no torneio de xadrez online feminino do Isolated Queens que ela estava organizando. Belenkaya usou o fato de que apenas os concorrentes que transmitiram sua participação eram elegíveis para prêmios como motivação para descobrir como transmitir e lançar um canal. No início, ela assinou para transmitir para o Chess.com e colabora com outros streamers que fazem parte de sua plataforma. Sua irmã Asya, artista e jogadora de xadrez de nível iniciante, ingressou no canal por volta de julho de 2020, adicionando mais variedade. Na mesma época em que Belenkaya começou a transmitir na Twitch, ela também lançou um canal no YouTube com tipos semelhantes de conteúdo. Ambos os canais da Twitch e do YouTube são chamados de TheBelenkaya em referência às duas irmãs.
Belenkaya atuou como comentarista tanto para eventos online quanto para eventos físicos. Ela foi comentarista oficial da Copa do Mundo de 2021 com Aleksandr Shimanov, um grande mestre russo. Ela conduziu as entrevistas oficiais pós-jogo no Grande Prêmio da FIDE de 2022. Para o Chess.com, ela comentou em uma variedade de seus eventos online, incluindo o semanal Titled Tuesdays e o Speed Chess Championship.

## Vida pessoal
Belenkaya se formou na Universidade Politécnica do Estado de São Petersburgo em 2018 em linguística aplicada. Ela é trilíngue com fluência em inglês, russo e francês, tendo aprendido o último em parte ao passar dois semestres na França.